# Johann Gottfried Eichhorn
Johann Gottfried Eichhorn (Ingelfingen, 16 de outubro de 1752 — Göttingen, 25 de junho de 1827) foi um orientalista alemão.

## Obras selecionadas
- Urgeschichte. (herausgegeben von I. Ph. Gabler). Nürnberg 1790–1793, 2 Bände.
- Die hebräischen Propheten. Göttingen 1816–1820, 3 Bände.
- Allgemeine Geschichte der Kultur und Literatur des neuern Europa. Göttingen 1796–1799, 2 Bände; unvollendet.
- Übersicht der französischen Revolution. Göttingen 1797, 2 Bände.
- Literaturgeschichte. Band I, Göttingen 1799; 2. Auflage. 1813; Band II, 1814.
- Geschichte der Litteratur von ihrem Anfang bis auf die neuesten Zeiten. Vandenhoeck und Ruprecht, Göttingen 1805–1813, 6 Bände in 12 Teilen; Band 1, 2. Auflage. 1828, unvollendet.
  - Erster Band. 1805 (Digitalisat).
  - Zweyter Band, Erste Hälfte: Neue Literatur in Europa. 1805 (Digitalisat).
  - Zweyter Band, Zweyte Hälfte. 1807 (Digitalisat).
  - Dritter Band, Erste Abtheilung: England, Schottland, Irland, Deutschland. 1810 (Digitalisat).
  - Dritter Band, Zweyte Abtheilung. 1812 (Digitalisat).
  - Vierter Band, Erste Abtheilung. 1807 (Digitalisat).
  - Vierter Band, Zweyte Abtheilung. 1808 (Digitalisat).
  - Vierter Band, Dritte Abtheilung. 1810 (Digitalisat).
  - Fünfter Band, Erste Abtheilung: Geschichte der neuern Sprachenkunde. 1807 (Digitalisat).
  - Fünfter Band, Zweyte Abtheilung. 1807.
  - Sechster Band, Erste Abtheilung. 1810 (Digitalisat).
  - Sechster Band, Zweyte Abtheilung. 1811 (Digitalisat).
- Weltgeschichte. Göttingen 1799–1814, 5 Bände; 3. Auflage. 1818–1820.
- Geschichte der drei letzten Jahrhunderte. Göttingen 1803–1806, 6 Bände; 3. Auflage. 1817–1818
- Geschichte des 19. Jahrhunderts. Göttingen 1817.